# Acta Geologica Polonica
Acta Geologica Polonica – kwartalnik wydawany od 1950 roku w Warszawie przez Komitet Nauk Geologicznych PAN. Pismo publikuje prace oryginalne związane z szeroko pojętymi naukami geologicznymi, badaniami na temat budowy, właściwości i historii Ziemi oraz procesami zachodzącymi w jej wnętrzu i na jej powierzchni, geologią dynamiczną, geologią historyczną, regionalną oraz strukturalną.
W 1956 roku, gdy do redakcji tego periodyku zaczęło napływać coraz więcej prac dotyczących paleontologii, z „Acta Geologica Polonica” wydzielono odrębne, samodzielne czasopismo „Acta Palaeontologica Polonica”, które poświęcone jest wyłącznie tej tematyce. Od 2010 roku poszczególne wydania kwartalnika są dostępne w pełnotekstowej wersji elektronicznej. 
Czasopismo Acta Geologica Polonica znajduje się na liście czasopism naukowych Institute for Scientific Information (baza Thomson ISI). Aktualny impact factor dla Acta Geologica Polonica wynosi 0,79. Znajduje się również w części A listy czasopism punktowanych przez polskie ministerstwo nauki i szkolnictwa wyższego z liczbą 20 punktów.